# Maartje De Vries
Maartje De Vries (ca. 1986) is een Belgisch bestuurder en marxistisch politica voor de PVDA.

## Levensloop
De Vries groeide op in de Kempen en studeerde geschiedenis te Brussel. Later werd ze werkzaam bij Geneeskunde voor het Volk.
Ze is voorzitster van Zelle, tot 2023 'Marianne', de vrouwenbeweging gelieerd aan de PVDA. Ze is een verdediger van het recht op abortus en arbeidsduurvermindering.